# Embalse de Montefurado
El embalse de Montefurado (en gallego: encoro de Montefurado) es una infraestructura hidrológica construida en el río Bibey, en el municipio de Quiroga, provincia de Lugo, Galicia, España.